# Калашник Станіслав Олександрович
Калашник Станіслав Олександрович(нар. 19 липня 1948, с. Дашів, нині смт Іллінецького району Вінницької області — пом. 24 лютого 2010) — український архітектор, художник. Член НСАУ (1982).

## Життєпис
Закінчив архітектурний факультет Львівського сільськогосподарського інституту (1972, нині аграрна академія).
Працював у Тернополі:
- провідний архітектор Тернопільської філії «Укржитлоремпроект» (1973—1977),
- головний архітектор, начальник обласного управління містобудування та архітектури, головний арх. області (1977—1992).

1998—2002 — головний архітектор Тернополя.
Помер 24 лютого 2010, похований на Микулинецькому кладовищі в м. Тернополі.

## Архітектурні роботи

Пам'ятник поету, письменнику, художнику Шевченку Тарасу Григоровичу, Тернопіль

Займався розробкою генерального плану забудови Тернополя на 1982-2002. Керував розробками проектів регенерації та забудови Бережан, Бучача, Кременця, Теребовлі.
Під керівництвом Калашника відреставровано церкви св. Миколая (14 ст.; с. Збручанське), святого Миколая (18 ст.; с. Сапогів, обидва Борщівського району), святого Георгія (16 ст.; с. Касперівці Заліщицького району), святого Миколая (16 ст.; с. Колодне Збаразького району); дерев'яні — Зачаття св. Анни (17 ст.; с. Волиця), Параскевії П'ятниці (17 ст.; с. Козина, обидва Гусятинського району), ратушу (18 ст.) у Бучачі та інші.
Автор і співавтор пам'ятника Тарасу Шевченку (1982; скульптор Микола Невеселий) та Алеї Героїв у парку Слави (1984; скульптори І. Козлик, Т. Невесела, М. Невеселий, В. Мельник, В. Садовник) у Тернополі, пам'ятників Тарасу Шевченку (2000; м. Шумськ), Северину Наливайку (1992; смт Гусятин; скульптор обох — К. Сікорський); проекту житлового кварталу на вулиці За Рудкою в Тернополі.

## Художні роботи
Як художник працює в техніці графіки. Учасник колективних виставок; персон. у Тернополі ювілейні — (1998), 2008 р.; у Збаразькому замку — 2009 р.; в м. Мукачево — серпень 2010 р. (посмертно)